# Constantina (Konstantin den stores dotter)
Constantina, även Constantia, född omkring 320, död 354 i Bithynien, var Konstantin den stores äldsta dotter. Hon var gift med Hannibalianus och hade titeln augusta. Hon begravdes i Sankta Constantias mausoleum vid Via Nomentana i norra Rom.